# ذبالة
ذبَّالِيَّة هي جنس دويبات بحرية من فصيلة الذباليات. أنواعها المعروفة عديدة أعطانها بحار البلاد الحارة والمعتدلة الحرارة ومنها البحر الأبيض المتوسط. أجسامها صغيرة القد، شبه مستديرة الشكل مستعرضة المؤخر. دروعها معتدلة الاحديداب. أفوها محرسمة. تتميز بما تلصقه بدروعها من فتات الأصداف وغيرها ليخفيها عن الأعداء وعما تطارده من الدويبات.